# Peter Kenez
Peter Kenez (1937) é um historiador especializado em história russa e em Europa Oriental. Também ministra cursos sobre cinema soviético e um curso interdisciplinar sobre o Holocausto com o professor de literatura Murray Baumgarten.
Leciona na Universidade da Califórnia em Santa Cruz  desde 1966, e obteve o seu PhD em Harvard, onde seu assessor foi Richard Pipes.

## Livros
- Hungary from the Nazis to the Soviets: The Establishment of the Communist Regime in Hungary, 1944–1948, Nova Iorque, Cambridge University Press, 2006.
- A History of the Soviet Union from the Beginning to the End, New York, Cambridge University Press, deuxième édition, 2006.
- Cinema and Soviet Society from the Revolution to the Death of Stalin, Londres et New York, I.B. Tauris, 2001.
- A History of the Soviet Union from the Beginning to the End, New York, Cambridge University Press, 1999.
- Varieties of Fear: Growing Up Jewish under Nazism and Communism, Washington, American University Press, 1995.
- The Birth of the Propaganda State: Soviet Methods of Mass Mobilization, 1917-1929, Cambridge et New York, Cambridge University Press, 1985.
- Civil War in South Russia, 1919-1920: The Defeat of the Whites, Berkeley, University of California Press, 1977.
- Civil War in South Russia, 1918: The First Year of the Volunteer Army, Berkeley, University of California Press, 1971.

## Nota e Referências
1. ↑  «UCSC Holocaust chair endowed: It's `not just a Jewish problem'». j. the Jewish news weekly of Northern California. Consultado em 28 de outubro de 2012
2. ↑  «Peter Kenez». University of California, Santa Cruz. Consultado em 28 de outubro de 2012
3. ↑  «Peter Kenez website». University of California, Santa Cruz. Consultado em 6 de março de 2013
4. ↑  N. G. O. Pereira,  "Revisiting the Revisionists and Their Critics," Historian (2010) 72#1 pp 23-37 at p 28

- Este artigo foi inicialmente traduzido, total ou parcialmente, do artigo da Wikipédia em inglês cujo título é «Peter Kenez», especificamente desta versão.